# Sarratt
Sarratt est une paroisse civile et un village du Hertfordshire, en Angleterre.